# オリオール・パーク・アット・カムデン・ヤーズ
オリオール・パーク・アット・カムデン・ヤーズ（Oriole Park at Camden Yards）は、アメリカのメリーランド州ボルチモアにある野球場。MLBのボルチモア・オリオールズのホーム球場である。
レンガと鉄骨を組み合わせた外観、左右非対称のフィールドなど、新古典主義を初めて取り入れた球場として知られる。映画『フィールド・オブ・ドリームス』の公開と同年に起工し、1992年に竣工した。建設年のアーバン・デザイン・アウォードを受賞するほど高い評価を受けたこの球場はその後の球場建築に大きな影響を与え、21世紀の「フィールド・オブ・ドリームス」ともいわれた。また、マーケティングの面でも画期的な試みを行った（野球場#野球専用球場・ボールパーク（ball park）参照）。

## スタジアム名の由来
オリオールズの本拠地であることがわかりやすい「オリオール・パーク」、ボルチモアで生まれたベーブ・ルースにちなんだ「ベーブ・ルース・スタジアム」、 カムデン駅（en:Camden Station）の操車場跡地に建設されたことから「カムデン・ヤーズ」、前の本拠地球場と同じ「メモリアル・スタジアム」などが候補に挙がった。球団オーナーのエリ・ジェイコブスは「オリオール・パーク」を、メリーランド州知事のウィリアム・ドナルド・シェーファーは「カムデン・ヤーズ」をそれぞれ推し、結果的に妥協するかたちで両案を組み合わせることになった。

## フィールドの特徴
- かつては「本塁打が出やすい球場」として有名だった。
  - その経緯を踏まえて2022年シーズン開幕前に大幅改修され、左翼の端から左中間にかけてフェンスを最大約9m後方へ移動し、フェンスの高さを約3・7mにまで上げた[2]。
- 形状としては右中間までが比較的遠く、フェンスの高さも相まって左打者は本塁打を出しにくい。
- 夏場には風の影響でレフト方向へ打球が飛びやすくなり、右打者にやや有利とある。
- 内野の芝は長めにカットされている。球足が遅くなるので内野手には肩の強さが必須。

## 設備、アトラクション、演出
- 倉庫：外野右翼席後方にレンガ造りの倉庫がそびえ立っている。19世紀の終わりに建てられたこの倉庫は、その名を「ボルチモア&オハイオ・ウェアハウス（Baltimore & Ohio Warehouse）」といい、米国東海岸では最長となる1016フィート（約310メートル）の長さを誇る。球場からは独立した建物であるが、屋根の上に照明灯が設置されている。建物内部には球団事務所のほか、カフェテリア、スポーツバー、ギフトショップなどが入居している。

球場はこの倉庫と調和するデザインが採用された。
- ユートウ・ストリート：球場と倉庫の間の舗道。殿堂入り選手のレリーフ、永久欠番選手の銅像が飾られている。また、この舗道にホームランを打ち込んだ選手は、名前や飛距離などが刻み込まれた金属板が打球の落下地点に埋め込まれ、その栄誉に敬意を表される。
- 外野の色違いの席：スタンドは濃緑色に統一されているが、外野席には色違いの席が二つある。赤い席は1993年にカル・リプケン・ジュニアが放った遊撃手史上最多の278本目のホームランの落下地点、オレンジ色の席は1996年9月6日にエディー・マレーが放った通算500号ホームランの落下地点である。
- ベーブ・ルース：ルースの生家は球場からわずか2ブロックしか離れていない場所にあり、現在は「ベーブ・ルース博物館」として人気を博している。また、バーテンダーだった彼の父が働いていたバーの跡地は球場のセンター付近にあったとされ、現在は近くの広場にルースの銅像が建っている
- 球場はベーブルースの父親が経営していた酒場の跡地に建てられている。[3]

## 新古典主義の先駆け

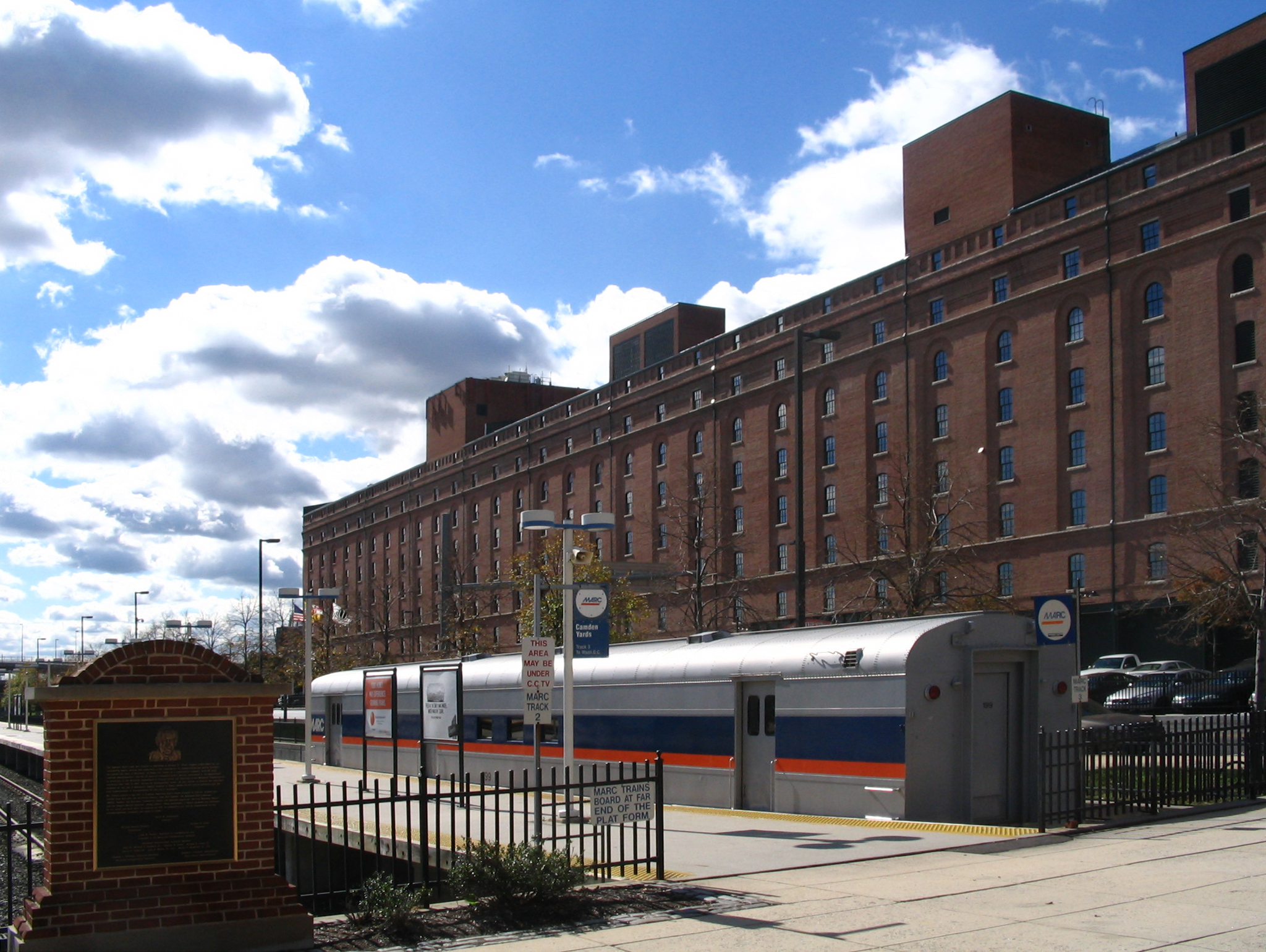
カムデン駅は通勤列車MARCのターミナル駅。ボルチモア・ライトレールの駅が隣接している

1960年代以降に建設された野球場はアメリカンフットボール（アメフト）兼用の「クッキーカッター」と呼ばれる円形球場が主流だった。建設費の節約が主な理由であるが、アメフトには最適でも野球には不向きであった。その理由は、
1. 急勾配でフィールドを俯瞰する高いスタンド：ロングパスやランなど常にフィールドを広く使うアメフトの観戦には最適だが、投手と打者とのマウンド間の勝負が基本となる野球の観戦には向いていない。
2. フィールドの形状：フィールドをアメフト用の長方形に変えるためには移動式スタンドが必要だったが、これは足場が不安定なため観客には不評であった。また、移動式スタンドを設置しないで野球とアメフト兼用にするとファウルグラウンドが広くなってしまい、プレーの臨場感に欠ける。
3. 人工芝：球足の速さやバウンドの強さが天然芝のフィールドと大きく異なり、「野球の質が本来あるべき姿からかけ離れてしまった」との批判が出ていた。選手の足腰への負担が増え、スライディングの際にやけどを負ってしまうことも問題だった。

しかし1992年にオープンしたカムデン・ヤーズは、当時のオリオールズ副社長ジョー・フォスが「街とチームの歴史や伝統を生かしつつ、今のファンが見たこともないようなボールパークを作りたかった」
と語った通りの斬新な球場だった。特徴は、
1. レンガと鉄骨を組み合わせた外観：古き良き伝統と現代の芸術が見事に調和し、街にとけ込むようなデザインとなっていた。
2. 左右非対称のフィールド：野球場のフィールドが左右非対称なのは、街の中心部の限りある空き地に野球場が建てられていた時代の名残である。カムデン・ヤーズはそれを復活させた。
3. 他球場の途中経過・結果を表示する外野フェンス：さながらフェンウェイ・パークのグリーンモンスターに設置されたスコアボードのようである。
4. 天然芝：管理・維持費用がかさむが、見た目の美しさや人工芝のデメリットの解消がそれを補ってあまりある。
5. 野球専用球場：ファウルグラウンドが狭くなり、観客がグラウンドとの隔絶を感じなくなり、臨場感も増した。

「レトロ回帰」をコンセプトに以上の特徴を兼ね備えたカムデンヤーズは野球ファンに大受けし、オリオールズの観客動員は前年比100万人増を記録した。その後、この新古典主義の球場はクリーブランドやデンバーにも建設され、やはりインディアンスやロッキーズの観客は大幅増。以後、「球場を建てれば客が来る」と言わんばかりの新球場建設ラッシュとなった。また、当球場と同様に鉄道関連施設の跡地（旧・東広島貨物駅跡地）に建設された日本のMAZDA Zoom-Zoom スタジアム広島のコンセプトやデザインにも影響を与えた。

## 主要な出来事
- 1992年4月6日、開場（オリオールズ 2 - 0 インディアンス）。
- 1993年7月13日、オールスターゲーム開催（ア 9 - 3 ナ）。
- 1993年7月15日、カル・リプケン・ジュニアが遊撃手として史上最多の通算278本目の本塁打を放ち、アーニー・バンクスの記録を破る。
- 1994年6月18日、エスカレーターで事故が発生し、43人が負傷した。
- 1995年9月6日、カル・リプケンが2131試合連続出場を達成。それまでのMLB記録だったルー・ゲーリッグの2130試合を破る。
- 1996年9月6日、エディ・マレーが通算500本塁打を達成。
- 1998年9月20日、カル・リプケンがヤンキース戦を欠場し、連続試合出場が2632試合で止まった。
- 1999年5月3日、ボルチモア・オリオールズ対キューバ代表の親善試合第2戦が開催された。
- 2001年4月4日、レッドソックスの野茂英雄がノーヒット・ノーランを達成（レッドソックス 3 - 0 オリオールズ）。両リーグでのノーヒット・ノーラン達成はノーラン・ライアン以来でMLB史上4人目だった。また、ホームランが出やすくMLBでも上位の打者有利球場でもあったこの球場でのノーヒット・ノーラン達成者は2022年シーズン終了時点で野茂が唯一であり、このオフにレフト側を大規模拡張するまでのただ一人の達成者となった。
- 2015年4月29日、ホワイトソックス戦がボルチモア市において黒人住民の暴徒化に伴う非常事態宣言が出されたためメジャーリーグ公式戦では初の無観客試合で行われることになった[4][5]。